# مصطفی رستمی
مصطفی رستمی نوربوری (زاده ۲ آذر ۱۳۲۶ - سنندج) بازیگر سینما اهل ایران است.

## سینما
- مجروح جنگی (۱۳۷۷)
- تنها (۱۳۷۶)
- شمارش معکوس (۱۳۷۶)
- روز واقعه (۱۳۷۳)
- گریز (۱۳۷۱)
- دادستان (۱۳۷۰)
- سیرک بزرگ (۱۳۷۰)
- عملیات کرکوک (۱۳۷۰)
- جستجوگر (۱۳۶۸)
- کانی مانگا (۱۳۶۶)
- آشیانه مهر (۱۳۶۳)
- زندان دوله تو (۱۳۶۳)
- مادر (۱۳۶۳)
- میرزا کوچک خان (۱۳۶۲)
- سفیر (۱۳۶۱)